# David Trueba
David Rodríguez Trueba (Madrid, 10 settembre 1969) è un regista, sceneggiatore e scrittore spagnolo.

## Biografia
Fratello del regista Fernando Trueba, ha diretto vari film, tra cui La buena vida (1996), Soldados de Salamina (2003) e soprattutto La vita è facile ad occhi chiusi (2013), vincitore di sei Premi Goya, tra cui quelli per miglior film e miglior regista. Sceneggiatore e romanziere affermato e molto apprezzato in Spagna e all'estero, ha pubblicato numerosi romanzi, vincendo nel 2008 il prestigioso Premio de la Crítica de narrativa castellana per Saper perdere.
Nel 2025 l'Università degli Studi di Napoli "L'Orientale" gli ha conferito la laurea honoris causa in Lingue e Letterature Europee e Americane.

## Filmografia parziale

### Regista e sceneggiatore
- La buena vida (1996)
- Obra maestra (2000)
- Soldados de Salamina (2002)
- Bienvenido a casa (2006)
- La silla de Fernando (2006)
- ¿Qué fue de Jorge Sanz? TV (2010)
- Madrid, 1987 (2011)
- La vita è facile ad occhi chiusi (Vivir es fácil con los ojos cerrados) (2013)

### Sceneggiatore
- Amo il tuo bel letto (Amo tu cama rica) (1991), regia di Emilio Martínez Lázaro (1991)
- I peggiori anni della nostra vita (Los peores años de nuestra vida), regia di Emilio Martínez Lázaro (1994)
- Two Much - Uno di troppo (Two Much), regia di Fernando Trueba (1995)
- Perdita Durango, regia di Álex de la Iglesia (1997)
- La niña dei tuoi sogni (La niña de tus ojos), regia di Fernando Trueba (1999)
- Vengo - Demone flamenco (Vengo), regia di Tony Gatlif (2000)
- Balseros, regia di Carles Bosch e Josep Mª Domènech (2003)
- El olvido que seremos, regia di Fernando Trueba (2020)

## Opere principali

### Romanzi
- Aperto tutta la notte (Abierto toda la noche, 1995), Milano, Feltrinelli, 1999 traduzione di Silvia Meucci ISBN 88-07-70110-3.
- Quattro amici (Cuatro amigos, 1999), Milano, Feltrinelli, 2000 traduzione di Michela Finassi Parolo ISBN 88-07-70123-5.
- Saper perdere (Saber perder, 2008), Milano, Feltrinelli, 2009 traduzione di Pino Cacucci ISBN 978-88-07-70206-8.
- Blitz (2015), Milano, Feltrinelli, 2016 traduzione di Francesca Pe' ISBN 978-88-07-03194-6.
- La canzone del ritorno (Tierra de campos, 2017), Milano, Feltrinelli, 2018 traduzione di Pino Cacucci ISBN 978-88-07-03303-2.
- El río baja sucio (2019)
- Cari bambini (Queridos niños, 2021), Milano, Feltrinelli, 2023 traduzione di Pino Cacucci ISBN 978-88-07-03567-8.
- Il mio '69 (Mi69, 2025), Roma, Voland edizioni, 2025, traduzione di Marco Ottaiano ISBN 978-88-62435673